# イヴァン・マラドイ
イヴァン・イヴァノヴィチ（Иван Иванович, 1458年2月15日 - 1490年3月6日）は、モスクワ大公国の統治者イヴァン3世の長男。父親と区別するため「若いイヴァン」を意味するイヴァン・マラドイ（Иван Молодой）の異称で呼ばれる。

## 生涯
イヴァン3世とその最初の妻のトヴェリ公女マリヤ・ボリソヴナの間の一人息子として生まれた。幼くして母親を亡くしたものの、父親の後継者として幼い頃から行政、軍事など多くの場で重要な役割を与えられた。イヴァン3世は長男イヴァンを共同統治者として扱い、自分と同じ大公の称号を授けていたため、モスクワの官僚や外交官は公には2人の大公に仕える体裁をとっていた。ノヴゴロド共和国などのルーシの諸都市や、その他の諸外国の使節たちは、イヴァン3世とイヴァン・マラドイの両方に謁見を求めた。
イヴァン・マラドイは1468年のカザン・ハン国の統治者イブラーヒーム（İbrahim Xan）に対する遠征、1471年のノヴゴロド遠征に参加している。1476年と1478年に父イヴァン3世が首都モスクワを離れた際には、その君主代行を務めている。
1480年に大オルダのアフマド・ハンの軍隊がロシア国境に迫ると、イヴァン3世はイヴァン・マラドイを司令官として大勢の軍勢を送りこみ、ウグラ河畔の対峙が始まった。イヴァン3世はオカ川に避難したものの、すぐにモスクワへ戻り、息子の命を危ぶんで息子に帰還するよう命じた。しかしイヴァン・マラドイは父の命令を拒み、補佐役のホルムスキー公を代わりにモスクワへ帰し、自身はあくまでもウグラ川に留まることを主張した。やがてウグラ川が凍りつくと、イヴァン・マラドイは軍勢を引き連れて川を越え、父がタタール人との戦争を準備していたボロフスクに向かった。アフマド・ハンはモスクワの軍勢が帰るのを追撃しなかった。
1485年、父イヴァン3世が母親の実家トヴェリ公爵家を取り潰すと、イヴァン・マラドイは母方の血統を根拠にトヴェリ公となった。これと前後して、イヴァンは重い関節炎に苦しむようになった。レビという医者が彼を治療したが甲斐無く、1490年にイヴァンは32歳で死去した。
イヴァン・マラドイはモルドヴァ公シュテファン3世の娘エレナ・ステパノヴナ（Елена Стефановна）と結婚して、間に一人息子のドミトリー・ヴヌク（1483年 - 1509年）をもうけていた。イヴァン3世はこの孫息子を次の後継者にしようと考えたが、後妻のソフィヤはドミトリー・ヴヌクを排除して、代わりに自分が産んだ最年長の息子ヴァシーリー（後のヴァシーリー3世）を大公の後継者にしようと画策した。宮廷内で姑ソフィヤと嫁エレナの権力闘争が繰り広げられた後、エレナとその息子は1502年4月11日に逮捕・投獄された。エレナは異端のユダヤ派の信者として糾弾され、1505年に獄死した。ドミトリーもその4年後の1509年に死んだ。